# Хлорид кюрия(III)
Хлорид кюрия(III) (трихлорид кюрия, кюрий хлористый(III)) — неорганическая соль кюрия и соляной кислоты. Представляет собой бесцветные/белые кристаллы, малорастворимые в воде.

## Получение
- Взаимодействие газообразного хлороводорода с диоксидом кюрия, оксидом кюрия(III) или оксихлоридом кюрия(III) при температуре 400—600 °C[1]:

{\displaystyle {\mathsf {CmOCl+2HCl\ {\xrightarrow {400-600^{o}C}}\ CmCl_{3}+H_{2}O}}}
- Растворение металлического кюрия в разбавленной соляной кислоте[2]:

{\displaystyle {\mathsf {2Cm+6HCl\ {\xrightarrow {}}\ 2CmCl_{3}+3H_{2}\uparrow }}}
Данный способ имеет ряд недостатков, связанных с протекающими процессами гидролиза и гидратации полученного соединения в водном растворе. Таким образом, получить чистый продукт с помощью этой реакцией проблематично.

## Физические свойства
Хлорид кюрия(III) образует бесцветные/белые кристаллы гексагональной сингонии. Параметры ячейки a = 0,7374 нм, c = 0,4185 нм. Пространственная группа {\displaystyle P6_{3}/m}. Изоструктурен хлориду урана(III). Кюрий в трихлориде окружён девятью хлорид-ионами, которые образуют трёхвершинную тригональную призму.
Водой гидролизуется и гидратируется. Гидратированный хлорид кюрия(III) имеет светло-зелёный цвет.

## Химические свойства
- При нагревании с бромидом аммония или иодидом аммония при температуре 400—450 °C в атмосфере водорода образуются соответственно бромид кюрия(III) и иодид кюрия(III)[1]:

{\displaystyle {\mathsf {CmCl_{3}+3NH_{4}Br\ {\xrightarrow {400-450^{o}C;H_{2}}}\ CmBr_{3}+3NH_{4}Cl}}}
{\displaystyle {\mathsf {CmCl_{3}+3NH_{4}I\ {\xrightarrow {400-450^{o}C;H_{2}}}\ CmI_{3}+3NH_{4}Cl}}}
- Парами воды при температуре 500—600 °C гидролизуется с образованием оксихлорида кюрия(III)[1]:

{\displaystyle {\ce {CmCl3 + H2O <=> CmOCl + 2HCl}}}
- Реакцией с бис(циклопентадиенил)бериллием может быть синтезирован трис(циклопентадиенил)кюрий состава Cm(C5H5)3[5]:

{\displaystyle {\mathsf {2CmCl_{3}+3Be(C_{5}H_{5})_{2}\ {\xrightarrow {}}\ 2Cm(C_{5}H_{5})_{3}+3BeCl_{2}}}}
Таким образом, хлорид кюрия(III) используется в качестве исходного соединения для получения металлоорганических соединений кюрия.